# Liste der HAPAG-Seeschiffe 1848–1970
Diese Liste gehört zum Artikel Hamburg-Amerikanische Packetfahrt-Actien-Gesellschaft.
Sie erhebt keinen Anspruch auf Vollständigkeit.

## Seeschiffe der HAPAG 1848–1970
- Bei Schwesterschiffen wird die Tonnage des größten Schiffes verwendet

### Segelschiffe
| Jahr        | Name               | Tonnage  | Werft                                                        | Status/Schicksal |
| ----------- | ------------------ | -------- | ------------------------------------------------------------ | --- |
| 1848        | Deutschland (I)    | 538 BRT  | Von Somm, Hamburg                                            | Fuhr 1849–51 als Hermann und war in Sankt Petersburg registriert, am 2. April 1857 im Atlantik gesunken auf 47°N, 40°W. |
| 1848        | Nord-America       | 419 BRT  | Johns, Hamburg-Grasbrook                                     | 1858 verkauft an J. Dybvad & Søn, Kristiania (Oslo)/Norwegen, am 16. Mai 1869 bei Sandhammaren gestrandet. |
| 1849        | Rhein (I)          | 450 BRT  | Von Somm, Hamburg                                            | Beim Stapellauf gekentert und wieder gehoben, am 25. März 1858 verkauft an Bernhard Wencke, Hamburg, 1864 verkauft in Singapur, 1869 außer Dienst. |
| 1849        | Elbe               | 385 BRT  | Lange, Vegesack                                              | 1864 nach Kollision in New York kondemniert und verkauft an den Kapitän Friedrich Wilhelm Bardua, Hamburg als Sarah, 1865 in Rotterdam an Dänemark verkauft als Ansgar, 1889 an Russland verkauft, am 14. November 1900 gestrandet.                                         |
| 1851        | Oder               | 621 BRT  | Bosse-Werft, Bremen                                          | 1868 an R. V. Beselin, Rostock verkauft als Mutter Schultz. Ging 1869 nach Strandung bei Key West verloren. |
| 1853        | Donau              | 533 BRT  | Dreyer-Werft, Altona                                         | 1866 nach Havarie in New York verkauft an Ch. Hall, Boston und in Port Louis, Mauritius als Dresden registriert. |
| 1856        | Main               | 903 BRT  | Dreyer-Werft, Altona                                         | am 10. November 1856 als Europa von Conrad Hinrich Donner, Altona direkt von der Bauwerft gekauft, am 9. April 1863 an Friedrich Theodor Eckhusen, Hamburg verkauft, 1866 bei Kap Race verloren.                                                                            |
| 1857 (1851) | Weser              | 742 BRT  | Weilbach, Stockholm                                          | gekauft am 4. April 1857 als Peter Godeffroy von Joh. Ces. Godeffroy & Sohn, Hamburg, 1858 bei Irland gestrandet. |
| 1858        | Neckar             | 905 BRT  | Dreyer-Werft, Neuhof                                         | am 8. April 1863 verkauft an Friedrich Theodor Eckhusen, Hamburg, am 24. September 1866 verkauft an August Bolten, Hamburg, verkauft 1869 an Sørensen, Arendal/Norwegen, 1870 verkauft an Julius Stephansen, Arendal, 1877 an Stephansen & Eyde, Arendal, 1886 außer Fahrt. |
| 1858        | Deutschland (II)   | 867 BRT  | Reiherstiegwerft, Wilhelmsburg                               | am 16. April 1868 verkauft an Carl Woermann, Hamburg, 1887 verkauft an Pflüger, Bremen, 1896 Abbruch. |
| 1871 (1849) | Mathilde           | 1300 BRT | ?, Damariscotta/Maine                                        | ex William Wirt, ex Mathilde (II), gekauft am 11. Oktober 1871 von Carl August Eduard Solscher, Hamburg. 1875 verkauft in Port of Spain. |
| 1937 (1908) | Admiral Karpfanger | 2853 BRT | Rickmers Reismühlen-, Rhederei & Schiffahrts AG, Bremerhaven | 1908 gebaut als Schulschiff der belgischen Handelsmarine als L’Avenir, in den 1930er Jahren an Gustaf Erikson, Mariehamn/Finnland verkauft, 1937 von HAPAG angekauft, seit März 1938 auf der Heimreise aus Australien verschollen.                                          |

### Passagierschiffe
| Jahr          | Name                      | Tonnage   | Werft                                         | Status/Schicksal |
| ------------- | ------------------------- | --------- | --------------------------------------------- | --- |
| 1855          | Hammonia (I)              | 2131 BRT  | Caird & Co. Ltd., Greenock                    | 1864 verkauft, 1873 gestrandet |
| 1855          | Borussia (I)              | 2131 BRT  | Caird & Co. Ltd.                              | 1876 an Dominion Line verkauft, 1879 gesunken |
| 1857          | Austria (I)               | 2684 BRT  | Caird & Co. Ltd.                              | 1858 im Nord-Atlantik gesunken (471 Tote) |
| 1857          | Saxonia (I)               | 2684 BRT  | Caird & Co. Ltd.                              | 1878 verkauft, 1895 Abbruch |
| 1858 (1856)   | Teutonia (I)              | 2693 BRT  | Caird & Co. Ltd.                              | 1856:/1858 an HAPAG, 1877 verkauft, 1894 Abbruch |
| 1858 (1856)   | Bavaria (I)               | 2693 BRT  | Caird & Co. Ltd.                              | 1856: ex Petropolis/1858 an HAPAG, 1876 verkauft, 1877 ausgebrannt |
| 1863          | Germania                  | 2123 BRT  | Caird & Co. Ltd.                              | 1869 bei Kap Race gestrandet |
| 1865          | Allemannia (I)            | 2695 BRT  | Caird & Co. Ltd.                              | 1880 verkauft, 1894 gestrandet |
| 1867          | Hammonia (II)             | 3256 BRT  | Caird & Co. Ltd.                              | 1878 verkauft, 1882 gestrandet |
| 1867          | Cimbria                   | 3256 BRT  | Caird & Co. Ltd.                              | 1883 bei Borkum nach Kollision gesunken (437 Tote) |
| 1868          | Holsatia (I)              | 3256 BRT  | Caird & Co. Ltd.                              | 1878 verkauft, 1910 außer Dienst |
| 1868          | Westphalia (I)            | 3256 BRT  | Caird & Co. Ltd.                              | 1887 verkauft, 1901 Abbruch |
| 1869          | Silesia                   | 3256 BRT  | Caird & Co. Ltd.                              | 1887 verkauft, 1899 gestrandet |
| 1870          | Thuringia (I)             | 3256 BRT  | Caird & Co. Ltd.                              | 1878 verkauft |
| 1872          | Frisia (I)                | 3256 BRT  | Caird & Co. Ltd.                              | 1888 verkauft, 1902 Abbruch |
| 1871          | Vandalia (I)              | 2810 BRT  | Caird & Co. Ltd.                              | 1883 verkauft an DDG Hansa Kehrwieder, 1892 wieder angekauft, 1894 umbenannt in Polonia, 1897 Abbruch |
| 1871          | Germania (II)             | 2810 BRT  | Caird & Co. Ltd.                              | 1876 nahe Bahia gestrandet |
| 1873          | Lotharingia               | 1186 BRT  | Norddeutsche SchiffbauGes., Kiel              | 1882 verschollen |
| 1874          | Alsatia                   | 1186 BRT  | Reiherstiegwerft, Hamburg                     | 1874 bei Puerto Rico gestrandet |
| 1873          | Pommerania                | 3382 BRT  | Caird & Co. Ltd.                              | 1873 bei Folkestone nach Kollision gesunken (55 Tote) |
| 1874          | Suevia                    | 3609 BRT  | Caird & Co. Ltd.                              | 1896 verkauft, 1898 Abbruch |
| 1874          | Franconia                 | 3098 BRT  | Caird & Co. Ltd.                              | 1878 verkauft, 1905 Abbruch |
| 1874          | Rhenania (I)              | 3098 BRT  | Caird & Co. Ltd.                              | 1878 verkauft, 1905 Abbruch |
| <1875> (1874) | Schiller                  | 3494 BRT  | Robert Napier & Sons, Glasgow                 | 1874: Adler Linie/1875 an HAPAG verkauft, vor Übernahme 1875 bei den Scilly-Inseln gestrandet (312 Tote) |
| 1875 (1873)   | Goethe                    | 3494 BRT  | Robert Napier & Sons                          | 1873: Adler Linie/1875 an HAPAG, 1876 in der La-Plata-Mündung gestrandet |
| 1875 (1873)   | Herder                    | 3497 BRT  | A. Stephen & Sons, Linthouse                  | 1873: Adler Linie/1875 an HAPAG, 1882 bei Kap Race gestrandet |
| 1875 (1874)   | Lessing                   | 3497 BRT  | A. Stephen & Sons                             | 1874: Adler Linie/1875 an HAPAG, 1888 verkauft, 1897 Abbruch |
| 1875          | Gellert                   | 3497 BRT  | A. Stephen & Sons                             | Adler Linie/1875 an HAPAG, 1895 verkauft, 1896 Abbruch |
| 1875          | Wieland                   | 3497 BRT  | A. Stephen & Sons                             | 1875: Adler Linie/1875 an HAPAG, 1895 verkauft und ausgebrannt |
| 1875 (1874)   | Klopstock                 | 3659 BRT  | J. & G. Thomson & Co., Glasgow                | 1875: Adler Linie/1875 an HAPAG, 1876 verkauft, 1907 Abbruch |
| 1881          | Rhenania (II)             | 1867 BRT  | Dobie & Co., Govan                            | 1903 verkauft, 1916 durch deutsches U-Boot versenkt |
| 1881          | Albingia                  | 1867 BRT  | Dobie & Co., Govan                            | 1894 verkauft, 1927 gestrandet |
| 1881          | Allemannia (II)           | 1867 BRT  | Dobie & Co., Govan                            | 1903 verkauft, 1937 gestrandet |
| 1881          | Bohemia (I)               | 3678 BRT  | A. & J. Inglis Ltd., Glasgow                  | 1881: ex Bengore Head (I), Ulster Line/1881 an HAPAG, 1899 verkauft, 1905 Abbruch |
| 1883          | Moravia                   | 3678 BRT  | A. & J. Inglis Ltd.                           | 1883: ex Bengore Head (II), Ulster Line/1883 an HAPAG, 1899 verkauft und gestrandet |
| 1882          | Rugia (I)                 | 3553 BRT  | AG Vulcan Stettin                             | 1895 verkauft, 1905 Abbruch |
| 1883          | Rhaetia (I)               | 3553 BRT  | Reiherstiegwerft                              | 1895 verkauft, 1916 gestrandet |
| 1883          | Hammonia (III)            | 3969 BRT  | J. & G. Thomson & Co.                         | 1889 verkauft, 1914 Abbruch |
| 1886          | Gothia                    | 2423 BRT  | Dixon & Co., Middlesbrough                    | aus NL angekaufte Jacatra (1884), 1898 Verkauf an die DLL, 1924 Abbruch |
| 1886          | Slavonia                  | 2423 BRT  | Dixon & Co.                                   | aus NL angekaufte Macassar (1883), 1898 Verkauf an die DLL, 1906 vor Alderney gestrandet |
| 1888          | India                     | 1536 BRT  | Mitchell & Co., Newcastle                     | 1881 gebaut, von Carr angekauft, 1894 verkauft, 1901 verschollen |
| 1888          | Australia                 | 2208 BRT  | Mitchell & Co.                                | 1881 gebaut, von Carr angekauft, 1902 in der Schelde gestrandet und zerbrochen |
| 1888          | Polynesia                 | 2208 BRT  | Mitchell & Co.                                | 1881 gebaut, von Carr angekauft, 1903 verkauft, 1921 gesunken |
| 1888          | Polaria                   | 2690 BRT  | Mitchell & Co.                                | 1882 gebaut, von Carr angekauft, 1903 verkauft, 1904 Abbruch |
| 1888          | California                | 2690 BRT  | Mitchell & Co.                                | 1883 gebaut, von Carr angekauft, 1897 verkauft, 1910 Abbruch |
| 1889          | Augusta Victoria          | 7661 BRT  | AG Vulcan Stettin                             | 1897 Umbau: 8749 BRT, 1904 verkauft, 1907 Abbruch |
| 1889          | Columbia                  | 7661 BRT  | Laird Brothers & Co. Ltd., Birkenhead         | 1898 verkauft und 1899 Rückkauf, 1904 erneuter Verkauf, 1907 Abbruch |
| 1890          | Normannia                 | 8716 BRT  | Fairfield SB & Eng. Co. Ltd., Glasgow         | 1898 verkauft, 1906 Abbruch |
| 1891          | Fürst Bismarck (I)        | 8716 BRT  | AG Vulcan Stettin                             | 1904 verkauft, 1923 Abbruch |
| 1889          | Italia                    | 3722 BRT  | Armstrong, Newcastle                          | 1899 verkauft an Sloman, 1915 versenkt |
| 1889          | Scandia                   | 4379 BRT  | AG Vulcan Stettin                             | 1898 verkauft, 1924 ausgebrannt |
| 1889          | Dania                     | 4379 BRT  | AG Vulcan                                     | 1895 verkauft, 1926 Abbruch |
| 1889          | Russia                    | 4379 BRT  | Laird Brothers                                | 1895 verkauft, 1927 Abbruch |
| 1891          | Virginia                  | 2891 BRT  | Blohm & Voss, Hamburg                         | 1898 an DOAL Sultan, 1913 weiterverkauft, 1933 Abbruch |
| 1891          | Venetia                   | 2891 BRT  | Reiherstiegwerft                              | 1900 an Sloman, 1917 durch deutsches U-Boot versenkt |
| 1894          | Prussia                   | 5796 BRT  | Harland & Wolff, Belfast                      | 1898 an Dominion Line, Dominion (II), 1922 Abbruch |
| 1894          | Persia                    | 5796 BRT  | 1898 an ATL, Minnewaska (I), 1928 Abbruch     | |
| 1894          | Patria (I)                | 6761 BRT  | AG Vulcan Stettin                             | 1899 im Ärmelkanal ausgebrannt und gesunken |
| 1894          | Phoenicia (I)             | 6761 BRT  | Blohm & Voss                                  | 1905 verkauft, 1937 Abbruch |
| 1895          | Palatia                   | 6761 BRT  | AG Vulcan                                     | 1905 verkauft, 1925 Abbruch |
| 1896          | Asturia                   | 5458 BRT  | Palmers SB & Iron Co. Ltd., Jarrow            | 1901 bei Kap Guardafui gestrandet |
| 1896          | Adria                     | 5458 BRT  | Palmers SB                                    | ab 1904 nur Frachter, 1905 verkauft, 1906 gestrandet |
| 1896          | Armenia                   | 5458 BRT  | Palmers SB                                    | ab 1904 nur Frachter, 1914 in New York aufgelegt/1917 durch US Shipping Board beschlagnahmt, 1924 Abbruch |
| 1896          | Andalusia                 | 5458 BRT  | Palmers SB                                    | ab 1904 nur Frachter, 1914 in Manila aufgelegt/1917 durch US Shipping Board beschlagnahmt, 1925 Abbruch |
| 1897          | Ambria ex Bhandara        | 5476 BRT  | Flensburger Schiffbau-Gesellschaft, Flensburg | ab 1904 nur Frachter, 1915 in Syrakus durch Italien beschlagnahmt, 1918 durch deutsches U-Boot versenkt |
| 1897          | Alesia ex Bangalore       | 5476 BRT  | FSG Flensburg                                 | ab 1904 nur Frachter, 1914 in Rangoon durch Großbritannien beschlagnahmt, 1926 Abbruch |
| 1897          | Aragonia ex Burmah        | 5476 BRT  | FSG Flensburg                                 | ab 1904 nur Frachter, 1919 an Frankreich ausgeliefert, 1923 Abbruch |
| 1897          | Arcadia                   | 5472 BRT  | Harland & Wolff                               | 1914 in Newport News aufgelegt/1917 durch US Shipping Board beschlagnahmt, 1927 Abbruch |
| 1897          | Arabia Barcelona          | 5458 BRT  | Harland & Wolff                               | 1899 verkauft, 1906 wieder Hapag als Barcelona, 1915 in Syrakus durch Italien beschlagnahmt, 1924 Abbruch |
| 1898          | Assyria                   | 6581 BRT  | Joh. C. Tecklenborg AG, Geestemünde           | ab 1904 nur Frachter, 1905 verkauft, 1928 Abbruch |
| 1899          | Athesia                   | 5751 BRT  | Reiherstiegwerft                              | 1902 an DDG Kosmos als Uarda, 1932 gesunken. |
| 1894          | Hellas                    | 2458 BRT  | Richardson, Duck & Co., Stockton on Tees      | 1901 von A. C. de Freitas übernommen, 1911 verkauft, 31. Oktober 1923 nach Kollision vor Shimonoseki mit der Kasuga Maru gesunken. |
| 1894          | Ithaka                    | 2268 BRT  | Richardson, Duck & Co., Stockton on Tees      | 1900 von A. C. de Freitas übernommen, 1911 verkauft, 1. Mai 1916 von U-Boot versenkt. |
| 1895          | Lydia                     | 2734 BRT  | Richardson, Duck & Co., Stockton on Tees      | 1900 von A. C. de Freitas übernommen, am 28. September 1910 vor Lam Yit Island gestrandet, am 18. November 1910 gehoben und in der Chananbucht erneut gestrandet und dort gesunken. |
| 1900          | Abessinia                 | 5733 BRT  | Palmers SB                                    | ab 1904 nur Frachter, 1917 durch Chile beschlagnahmt |
| 1900          | Acilia                    | 5733 BRT  | Palmers SB                                    | ab 1904 nur Frachter, 1913 bei Feuerland gestrandet und gesunken (52 Tote) |
| 1900          | Alexandria                | 5733 BRT  | Palmers SB                                    | ab 1904 nur Frachter, 1919 an Frankreich ausgeliefert, 1936 Abbruch |
| 1901          | Artemisia                 | 5733 BRT  | Palmers SB                                    | ab 1904 nur Frachter, 1919 an Shipping Controller, London, ausgeliefert, 1930 Abbruch |
| 1897          | Pennsylvania              | 13023 BRT | Harland & Wolff                               | 1914 in New York aufgelegt/1917 durch US Shipping Board beschlagnahmt, 1924 Abbruch |
| 1898          | Pretoria                  | 13023 BRT | Blohm & Voss                                  | 1919 an ausgeliefert, 1921 Abbruch |
| 1899          | Graf Waldersee            | 13023 BRT | Blohm & Voss                                  | 1919 an ausgeliefert, 1921 Abbruch |
| 1899          | Patricia (I)              | 13023 BRT | AG Vulcan, Stettin                            | 1919 ausgeliefert, 1921 Abbruch |
| 1898          | Brasilia (I)              | 10326 BRT | Harland & Wolff                               | nach 11 Monaten zurück an Werft, 1900 als Norseman an Dominion Line, 1916 durch deutsches U-Boot versenkt |
| 1898          | Bulgaria                  | 10326 BRT | Blohm & Voss                                  | 1914 in Baltimore aufgelegt/1917 durch US Shipping Board beschlagnahmt, 1924 Abbruch |
| 1899          | Belgravia (I)             | 10326 BRT | Blohm & Voss                                  | 1905 verkauft, 1945 versenkt |
| 1899          | Batavia                   | 10326 BRT | Blohm & Voss                                  | 1919 an Frankreich ausgeliefert, 1924 Abbruch |
| (1899)        | Belgia (I)                | 11585 BRT | Harland & Wolff                               | nicht abgenommen, 1900 an Dominion Line als Irishman |
| 1899          | Bosnia                    | 9683 BRT  | Palmer SB                                     | 1899 als Frachter angekauft, 1907 bei Blohm & Voss zum Auswandererschiff umgebaut, 1914 Werkstattschiff der Kaiserlichen Marine, 1920 ausgeliefert, 1924 als Frangestan im Roten Meer ausgebrannt und gesunken |
| 1899          | Kaiser Friedrich          | 12481 BRT | Schichau, Danzig                              | nur gechartert bis Oktober 1900 (10 Rundreisen), 1912 nach Frankreich verkauft, 1916 versenkt durch deutsches U-Boot im Mittelmeer |
| 1900          | Deutschland (III)         | 16502 BRT | AG Vulcan, Stettin                            | 1911: Victoria Luise/1920: Hansa (I)/1925 außer Dienst |
| 1900          | Hamburg (I)               | 10911 BRT | AG Vulcan, Stettin                            | 1916 in New York aufgelegt/1917 durch US Shipping Board beschlagnahmt, 1932 Abbruch |
| 1900          | Kiautschou                | 10911 BRT | AG Vulcan, Stettin                            | 1904 an NDL, Princess Alice, 1933 Abbruch |
| 1900          | Prinzessin Victoria Luise | 4419 BRT  | Blohm & Voss                                  | Kreuzfahrtschiff, 1906 gestrandet |
| 1901          | Silvia                    | 6598 BRT  | FSG Flensburg                                 | 1917 in Montevideo durch Uruguay beschlagnahmt, 1938 Abbruch |
| 1901          | Lyeemoon                  | 1925 BRT  | 1890 Richardson, Newcastle                    | von der Chinesischen Küstenfahrt-Gesellschaft angekauft, 1917 in Honolulu beschlagnahmt, 1924 abgebrochen |
| 1901          | Loongmoon                 | 1971 BRT  | 1896 Richardson, Newcastle                    | von der Chinesischen Küstenfahrt-Gesellschaft angekauft, 1917 in Manila beschlagnahmt, 1918 Verlust durch Strandung |
| 1901          | Tsintau                   | 1588 BRT  | 1891 Blackwood, Port Glasgow                  | von Jebsen angekauft ex Santelmo, 1910 verkauft, 1937 versenkt |
| 1901          | Gouverneur Jaeschke       | 1738 BRT  | Howaldt, Kiel                                 | 1917 durch die Vereinigten Staaten beschlagnahmt, 1942 durch U 156 versenkt |
| 1902          | Badenia                   | 6416 BRT  | Furness, Withy & Co. Ltd., West Hartlepool    | 1919 an Shipping Controller, London, ausgeliefert, 1929 Abbruch |
| 1902          | Moltke                    | 12334 BRT | Blohm & Voss                                  | 1915 durch Italien beschlagnahmt, 1925 Abbruch |
| 1902          | Blücher                   | 12334 BRT | Blohm & Voss                                  | 1919 an Frankreich ausgeliefert, 1929 Abbruch |
| 1902          | Prinz Eitel Friedrich     | 4689 BRT  | Reiherstiegwerft                              | 1914: in New York aufgelegt/1917 durch US Shipping Board beschlagnahmt, 1956 Abbruch |
| 1902          | Prinz Waldemar            | 4689 BRT  | Reiherstiegwerft                              | 1907 bei Jamaika gestrandet |
| 1903          | Prinz Sigismund           | 4689 BRT  | AG Neptun, Rostock                            | 1914 in Colon aufgelegt/1917 durch US Shipping Board beschlagnahmt, 1958 Abbruch |
| 1903          | Prinz August Wilhelm      | 4780 BRT  | FSG Flensburg                                 | 1914: in Mittelamerika aufgelegt, 1918 von Besatzung versenkt |
| 1903          | Prinz Joachim             | 4780 BRT  | FSG Flensburg                                 | 1914 in New York aufgelegt/1917 durch US Shipping Board beschlagnahmt, 1933 Abbruch |
| 1903          | Prinz Adalbert            | 6030 BRT  | Bremer Vulkan AG, Vegesack                    | 1914 in Falmouth durch Großbritannien beschlagnahmt, 1917 versenkt |
| 1903          | Prinz Oskar               | 6030 BRT  | Bremer Vulkan                                 | 1914 in Philadelphia aufgelegt/1917 durch US Shipping Board beschlagnahmt, 1930 Abbruch |
| 1904          | Meteor                    | 3613 BRT  | Blohm & Voss                                  | Kreuzfahrtschiff, 1919 an Großbritannien ausgeliefert, 1945 versenkt |
| 1904          | Polynesia (II)            | 6152 BRT  | Reiherstiegwerft                              | 1917 in Uruguay beschlagnahmt, 1927 Hohenstein, 1935 Tel Aviv, 1938 Abbruch |
| 1905          | Thuringia (III)           | 6152 BRT  | Blohm & Voss                                  | ersten 6 Monate als California im Dienst, 1917 in Uruguay beschlagnahmt, 1928 Eberstein, 1947 Abbruch |
| 1905          | Thessalia                 | 6152 BRT  | FSG Flensburg                                 | 1922: Galicia, 1933 Abbruch |
| 1904          | Rhenania (III)            | 6600 BRT  | Bremer Vulkan                                 | 1915 in Neapel durch Italien beschlagnahmt, 1916 als Feltre versenkt |
| 1905          | Rugia (II)                | 6600 BRT  | Bremer Vulkan                                 | 1919 an Shipping Controller, London, ausgeliefert, 1933 Abbruch |
| 1905          | Rhaetia (II)              | 6600 BRT  | Bremer Vulkan                                 | 1917 durch US Shipping Board beschlagnahmt, 1924 Abbruch |
| 1906          | Habsburg                  | 6600 BRT  | Bremer Vulkan                                 | 1919 ausgeliefert, 1921 Rückkauf, jetzt Teutonia (IV), 1933 Abbruch |
| 1906          | Hohenstaufen              | 6600 BRT  | Bremer Vulkan                                 | 1917 durch Brasilien beschlagnahmt, 1964 Abbruch |
| 1905          | Dania (II)                | 3898 BRT  | Reiherstiegwerft                              | 1919 an Shipping Controller, London, ausgeliefert, 1921 Rückkauf, jetzt Tsad (3927 BRT), 1924 verkauft, 1934 Abbruch |
| 1905          | Bavaria (III)             | 3898 BRT  | Reiherstiegwerft                              | 1917 von Kuba beschlagnahmt, 1923 Verkauf nach Deutschland, 1934 Abbruch |
| 1905          | Borussia (III)            | 6951 BRT  | Germaniawerft, Kiel                           | 1907 bei Lissabon beim Kohlebunkern gekentert und gesunken |
| 1905          | Admiral von Tirpitz       | 2007 BRT  | Seebeck-Werft, Geestemünde                    | 1912 nach Manila verkauft |
| 1905          | Staatssekretär Kraetke    | 2009 BRT  | Howaldt                                       | 1917 in Honolulu durch US-Behörden beschlagnahmt, umbenannt in Tacony, 1919 Jamaica, Totalverlust durch Feuer in Bluefields am 30. Oktober 1924 |
| 1906          | Oceana (II)               | 7859 BRT  | Denny, Dumbarton                              | 1905 als Scot (1890) von der Union-Castle Line angekauft, Umbau zum Kreuzfahrtschiff, 1911 nach Kanada verkauft, später Alfonso III, Vasco Nunez de Balboa, 1927 abgebrochen |
| 1905          | Amerika                   | 22225 BRT | Harland & Wolff                               | 1914 in New York aufgelegt/1917 durch US Shipping Board beschlagnahmt, 1958 Abbruch |
| 1905          | Fürst Bismarck (II)       | 8688 BRT  | Fairfield SB                                  | 1914: Friedrichsruh, 1919 an Frankreich ausgeliefert, 1935 Abbruch |
| 1906          | Kronprinzessin Cecilie    | 8688 BRT  | Germaniawerft                                 | 1914 in Falmouth durch Großbritannien beschlagnahmt, 1926 Abbruch |
| 1905          | Präsident                 | 1849 BRT  | Seebeck-Werft                                 | 1917 in San Juan (Puerto Rico) durch US-Behörden beschlagnahmt, USS Kittery |
| 1906          | Kaiserin Auguste Viktoria | 24581 BRT | AG Vulcan, Stettin                            | 1919 an Shipping Controller, London, ausgeliefert, 1931 Abbruch |
| 1906          | König Friedrich August    | 9462 BRT  | Blohm & Voss                                  | 1914 in New York aufgelegt/1917 durch US Shipping Board beschlagnahmt, 1933 Abbruch |
| 1907          | König Wilhelm II.         | 9462 BRT  | AG Vulcan, Stettin                            | 1914 in New York aufgelegt/1917 durch US Shipping Board beschlagnahmt, 1947 Abbruch |
| 1907          | President Grant           | 18072 BRT | Harland & Wolff                               | 1914 in New York aufgelegt/1917 durch US Shipping Board beschlagnahmt, 1952 Abbruch |
| 1907          | President Lincoln         | 18084 BRT | Harland & Wolff                               | 1914 in New York aufgelegt/1917 durch US Shipping Board beschlagnahmt, 1918 durch deutsches U-Boot versenkt |
| 1908          | Corcovado                 | 8103 BRT  | Germaniawerft                                 | 1919 an US Shipping Board ausgeliefert, 1954 Abbruch |
| 1908          | Ypiranga                  | 8103 BRT  | Germaniawerft                                 | 1914 in New York aufgelegt/1917 durch US Shipping Board beschlagnahmt, 1951 Abbruch |
| 1909          | Cleveland                 | 16960 BRT | Blohm & Voss                                  | 1919 an die Vereinigten Staaten ausgeliefert/1926 wieder HAPAG, 1933 Abbruch |
| 1909          | Cincinnati                | 16339 BRT | Schichau, Danzig                              | eingesetzt im Nordatlantik und Mittelmeer / 1917 durch US Shipping Board beschlagnahmt, 1918 durch U-86 vor der französischen Küste versenkt |
| 1912          | Karl Schurz               | 6001 BRT  | Swan Hunter, Wallsend                         | als Columbia vom Stapel, 1913 Name korrigiert in Carl Schurz, März 1914 an Elders & Fyffes verkauft, Changuinola, 1933 verschrottet |
| 1913          | Emil L. Boas              | 6014 BRT  | Swan Hunter                                   | Kiellegung als Normannia, März 1914 an Elders & Fyffes verkauft, Motagua, 1933 verschrottet |
| 1913          | Imperator                 | 52117 BRT | AG Vulkan, Hamburg                            | 1919 an Shipping Controller, London, ausgeliefert, 1938 Abbruch |
| 1914          | Vaterland (I)             | 54282 BRT | Blohm & Voss                                  | 1914 in New York aufgelegt/1917 durch US Shipping Board beschlagnahmt, 1938 Abbruch |
|               | Bismarck                  | 56551 BRT | Blohm & Voss                                  | 1920 für Shipping Controller, London, fertiggestellt und ausgeliefert |
|               | Tirpitz                   | 21498 BRT | AG Vulcan Stettin                             | 1920 für Shipping Controller, London, fertiggestellt und ausgeliefert, 1952 Abbruch |
| 1922 (1909)   | Hammonia (IV)             | 7315 BRT  | Stephen & Sons, Glasgow                       | ex Hollandia 1909 KHL, 1922 angekauft und umbenannt, noch im selben Jahr in einem Sturm gesunken, 15 Tote |
| 1922 (1909)   | Holsatia (IV)             | 7315 BRT  | De Schelde N.V., Vlissingen                   | ex Frisia 1909 KHL, 1922 angekauft und umbenannt, 1928 zum Abbruch verkauft |
| 1922 (1914)   | Toledo                    | 8106 BRT  | Reiherstieg                                   | ex Kigoma DOAL, 1922 angekauft und umbenannt, 1934 zum Abbruch verkauft |
| 1922          | Thuringia (IV)            | 11343 BRT | Howaldtswerke, Kiel                           | ab 1930 General San Martin, 1936 an Hamburg Süd übertragen, |
| 1923          | Westphalia (III)          | 11343 BRT | Howaldtswerke, Kiel                           | ab 1930 General Artigas, 1936 an Hamburg-Süd übertragen, |
| 1922          | Tanganjika                | 8450 BRT  | Blohm & Voss                                  | 1936 an Deutsche Ost-Afrika-Linie (DOAL) verkauft |
| 1924          | Njassa                    | 8754 BRT  | Blohm & Voss                                  | 1936 an Deutsche Ost-Afrika-Linie (DOAL) verkauft |
| 1923          | Albert Ballin             | 21455 BRT | Blohm & Voss                                  | 1935: Hansa (II)/1949 an Sowjetunion ausgeliefert |
| 1923          | Deutschland (IV)          | 21455 BRT | Blohm & Voss                                  | 1945 in Lübeck nach Bombentreffer gesunken/1948 verschrottet |
| 1925          | Hamburg (II)              | 21455 BRT | Blohm & Voss                                  | 1950 an Sowjetunion ausgeliefert |
| 1927          | New York                  | 21455 BRT | Blohm & Voss                                  | 1945 in Kiel nach Bombentreffer gesunken/1948 verschrottet |
| 1926 (1909)   | Heluan                    | 7248 BRT  | Reiherstiegwerft                              | ehemaliger Eigner DDG Kosmos, verschrottet 1931 Osaka |
| 1926 (1920)   | Resolute                  | 19980 BRT | AG Weser                                      | 1914 für HAPAG vom Stapel, 1920 für Koninklijke Hollandsche Lloyd in Dienst, 1926 doch noch zur HAPAG, 1935 nach Italien verkauft |
| 1926 (1920)   | Reliance                  | 19980 BRT | J. C. Tecklenborg                             | 1914 für HAPAG vom Stapel, 1920 für Hollandsche Lloyd in Dienst, 1926 doch noch zur HAPAG, 1938 ausgebrannt |
| 1928          | Oceana (III)              | 8791 BRT  | Bremer Vulkan                                 | Ankauf aus Italien: ex Sierra Salvada (1913), 1938 Verkauf an DAF, 1946 Sowjetunion, 1963 Abbruch |
| 1928          | Orinoco                   | 9779 BRT  | Bremer Vulkan                                 | 1939 in Tampico durch Mexiko beschlagnahmt |
| 1929          | Magdalena                 | 9779 BRT  | F. Schichau, Danzig                           | 1935: Iberia/1946 an Sowjetunion ausgeliefert |
| 1929          | St. Louis                 | 16732 BRT | Bremer Vulkan                                 | 1944 in Kiel nach Bombentreffer gesunken und 1950 verschrottet |
| 1929          | Milwaukee                 | 16699 BRT | Blohm & Voss                                  | 1945 an MoWT, London, ausgeliefert, 1947 verschrottet |
| 1929          | General Osorio            | 11950 BRT | Bremer Vulkan                                 | 1936 an Hamburg Süd übertragen |
| 1933          | Caribia                   | 12049 BRT | Blohm & Voss                                  | 1945 an Sowjetunion ausgeliefert |
| 1933          | Cordillera                | 12055 BRT | Blohm & Voss                                  | 1945 an Sowjetunion ausgeliefert |
| 1938          | Patria (II)               | 16595 BRT | Deutsche Werft AG, Hamburg                    | 1945 an Großbritannien abgeliefert, Empire Welland, 1946 an die Sowjetunion, Rossiya, 1985 als Aniva verschrottet |
| 1939          | ES Helgoland              | 2947 BRT  | Lindenau-Werft, Memel,                        | Elektroschiff, vom 18. Juli bis etwa 21. August 1939 im Helgoland-Verkehr eingesetzt, von der Kriegsmarine als Wohnschiff umgebaut, am 18. März 1946 am Cuxhavener Lentzkai durch Brand schwer beschädigt, bei der Deutschen Werft, Finkenwerder aufgelegt und zum 11. Juli 1947 an Großbritannien übergeben. Mit Gasmunition beladen 1948 in der Nordsee versenkt. |
| 1940          | Vaterland (II)            | 41000 BRT | Blohm & Voss                                  | 1940 auf Stapel/1943 nach Bombentreffer gesunken/1948 verschrottet |
| 1954          | Hamburg (IV)              | 9184 BRT  | Bremer Vulkan                                 | Kombischiff für Ostasiendienst, 1967 verkauft, Oriental Warrior, 1972 nach Maschinenraumexplosion auf Grund gesetzt und später versenkt |
| 1954          | Frankfurt (I)             | 9184 BRT  | Bremer Vulkan                                 | Kombischiff für Ostasiendienst, 1967 verkauft, Oriental Hero, 1978 in Kaohsiung verschrottet |
| 1955          | Hannover (II)             | 9184 BRT  | Bremer Vulkan                                 | Kombischiff für Ostasiendienst, 1966 verkauft, Oriental Inventor, 1978 in Kaohsiung verschrottet |
| 1957 (1951)   | Ariadne                   | 7764 BRT  | Swan Hunter, Newcastle                        | 1951: ex Patricia, Svenska Lloyd/1956 an HAPAG/1960 verkauft |

### Frachtschiffe
| Jahr        | Name                | Tonnage   | Werft                                         | Status/Schicksal |
| ----------- | ------------------- | --------- | --------------------------------------------- | --- |
| 1879        | Borussia (II)       | 1867 BRT  | Reiherstiegwerft                              | 1895 verkauft |
| 1879        | Bavaria (II)        | 1867 BRT  | Flensburger Schiffbau-Gesellschaft, Flensburg | 1895 verkauft |
| 1879        | Teutonia (II)       | 1867 BRT  | Caird & Co. Ltd.                              | 1897 verkauft |
| 1879        | Saxonia (II)        | 1867 BRT  | Caird & Co. Ltd.                              | 1897 verkauft |
| 1880        | Thuringia (II)      | 1867 BRT  | Reiherstiegwerft                              | 1897 verkauft |
| 1880        | Holsatia (II)       | 1867 BRT  | Reiherstiegwerft                              | 1897 verkauft |
| 1898        | Sardinia            | 3601 BRT  | Blohm & Voss                                  | 1916 von Portugal beschlagnahmt, Sao Jorge |
| 1898        | Syria               | 3601 BRT  | Blohm & Voss                                  | 1916 in der Ostsee durch russ. U-Boot torpediert und gesunken                                                                                    |
| 1898        | Savoia              | 2614 BRT  | Swan, Newcastle                               | Kriemhild (1889) mit Kingsin-Linie angekauft, 1917 von den Vereinigten Staaten beschlagnahmt, General H.F. Hodges                                |
| 1898        | Sarnia              | 3402 BRT  | Blohm & Voss                                  | Gerda (1892) mit Kingsin-Linie angekauft, 1903 Kühlschiff, 64 Passagiere I.Klasse, 1915 verkauft, Baysarnia                                      |
| 1898        | Serbia              | 3694 BRT  | Blohm & Voss                                  | Erato (1894) mit Kingsin-Linie angekauft, 1906 gesunken                                                                                          |
| 1898        | Sibiria             | 3694 BRT  | Blohm & Voss                                  | Hertha (1894) mit Kingsin-Linie angekauft, 1903 Kühlschiff, 64 Passagiere I.Klasse, 1915 verkauft, 1916 gesunken                                 |
| 1898        | Silesia (II)        | 4861 BRT  | Blohm & Voss                                  | Wally (1896) mit Kingsin-Linie angekauft, 1914 Indonesien, 1920 Zaandyk, 1923 Harpon, 1957 verschrottet                                          |
| 1898        | Suevia (II)         | 4149 BRT  | Blohm & Voss                                  | Ceres (1896) mit Kingsin-Linie angekauft, 1917 von USA in Manila beschlagnahmt, umbenannt in Wachusett, 1920 Margaret Frankel, 1923 verschrottet |
| 1898        | Bengalia            | 7661 BRT  | A. Stephen & Sons                             | 18. Januar 1905 vor Tamatave/Madagaskar mit einer Kohlenladung für die russische Flotte gestrandet                                               |
| 1899        | Bethania            | 7661 BRT  | A. Stephen & Sons                             | 1914 durch brit. Panzerkreuzer Essex gekapert |
| 1899        | Brisgravia          | 7661 BRT  | Workman, Clark                                | 1919 an Frankreich ausgeliefert |
| 1899        | Belgia (II)         | 7661 BRT  | Palmers SB                                    | 1904 Verkauf an Russland, als Irtysh nach der Schlacht von Tsushima am 28. Mai 1905 vor der japanischen Küste gesunken                           |
| 1899        | Sambia              | 4965 BRT  | FSG Flensburg                                 | 1917 von USA beschlagnahmt, umbenannt in Tunica,                                                                                                 |
| 1899        | Saxonia (III)       | 4965 BRT  | FSG Flensburg                                 | 1917 von USA beschlagnahmt, umbenannt in Savannah,                                                                                               |
| 1901        | Sithonia            | 6569 BRT  | FSG Flensburg                                 | 1917 in Sabang, 1919 ausgeliefert |
| 1901        | Segovia             | 4945 BRT  | Blohm & Voss                                  | 1915 in Massaua von Italien beschlagnahmt, umbenannt in Crema                                                                                    |
| 1901        | C. Ferdinand Laeisz | 4945 BRT  | Blohm & Voss                                  | 1914 vor Tsingtau aufgebracht, umbenannt in Aisne                                                                                                |
| 1901        | Dortmund            | 5065 BRT  | Laing, Sunderland                             | 1914 durch Russland beschlagnahmt |
| 1905        | Karlsruhe           | 897 BRT   | Schichau Seebeck, Bremerhaven                 | 13. April 1945 in der Ostsee gesunken |
| 1906        | Belgravia (II)      | 6951 BRT  | Workman, Clark                                | 1919 an Frankreich ausgeliefert |
| 1906        | Brasilia (II)       | 6951 BRT  | Palmers SB                                    | 1919 an Frankreich ausgeliefert |
| 1906        | Navarra             | 5970 BRT  | AG Vulkan, Stettin                            | 1914 im La Plata selbst versenkt |
| 1906        | Salamanca           | 5970 BRT  | AG Vulkan, Stettin                            | 1917 durch Brasilien beschlagnahmt |
| 1908        | Westerwald (I)      | 3901 BRT  | Furness                                       | 1916 durch Portugal beschlagnahmt |
| 1908        | Spreewald (I)       | 3901 BRT  | Furness                                       | 1914 im Nord-Atlantik gekapert |
| 1908        | Frankenwald (I)     | 3901 BRT  | Furness                                       | 1919 an Frankreich ausgeliefert |
| 1911        | Bayern (I)          | 8006 BRT  | Harland & Wolff                               | 1915 in Neapel durch Italien beschlagnahmt |
| 1911        | Sachsen (I)         | 8006 BRT  | Harland & Wolff                               | 1917 in Manila durch US Shipping Board beschlagnahmt                                                                                             |
| 1911        | Uckermark (I)       | 4570 BRT  | Bremer Vulkan                                 | 1919 an Frankreich ausgeliefert |
| 1911        | Ostmark             | 4570 BRT  | FSG Flensburg                                 | 1915 in Massaua durch Italien beschlagnahmt |
| 1911        | Altmark (I)         | 4570 BRT  | Joh. C. Tecklenborg                           | 1919 an Frankreich ausgeliefert |
| 1911        | Steiermark (I)      | 4570 BRT  | AG Vulkan                                     | 1917 durch Brasilien beschlagnahmt |
| 1912        | Grunewald (I)       | 4892 BRT  | Bremer Vulkan                                 | 1917 durch US Shipping Board beschlagnahmt |
| 1912        | Wasgenwald (I)      | 4892 BRT  | Bremer Vulkan                                 | 1926: Grunewald (II)/1932 außer Dienst |
| 1912        | Steigerwald (I)     | 4892 BRT  | FSG                                           | 1919 an Shipping Controller, London, ausgeliefert                                                                                                |
| 1912        | Schwarzwald (I)     | 4892 BRT  | Schichau                                      | 1917 bei Borkum nach Minentreffer gesunken |
| 1912        | Valesia             | 5232 BRT  | AG Neptun                                     | 1917 in Santander durch Spanien beschlagnahmt |
| 1913        | Valencia            | 5232 BRT  | AG Neptun                                     | 1919 an Shipping Controller, London, ausgeliefert                                                                                                |
| 1912        | Kurmark (I)         | 5870 BRT  | Rickmers Werft, Geestemünde                   | 1914 in Kalkutta durch Großbritannien beschlagnahmt                                                                                              |
| 1913        | Nordmark (I)        | 5870 BRT  | William Doxford & Sons, Sunderland            | 1919 an Frankreich ausgeliefert |
| 1913        | Südmark             | 5870 BRT  | Doxford, Sunderland                           | 1914 im Indischen Ozean gekapert |
| 1914        | Neumark (I)         | 5870 BRT  | AG Weser                                      | 1919 an Shipping Controller, London, ausgeliefert                                                                                                |
| 1914        | Westmark            | 5870 BRT  | AG Weser                                      | 1914 in Batavia durch Niederlande interniert |
| 1913 (1903) | Bohemia (II)        | 8414 BRT  | Harland & Wolff                               | 1903: ex Iowa, Furness, Withy/1913 an HAPAG/1917 in den Vereinigten Staaten beschlagnahmt                                                        |
| 1914        | Holsatia (III)      | 5644 BRT  | Archibald McMillan & Son, Dumbarton           | 1917 durch US Shipping Board beschlagnahmt |
| 1914        | Primus              | 3860 BRT  | AG Weser                                      | 1. Motorschiff, 1914 Umbau zum Dampfer Kribi, 1919 an Frankreich ausgeliefert                                                                    |
| 1914        | Secundus            | 4499 BRT  | Blohm & Voss                                  | 1919 an Frankreich ausgeliefert |
| 1914        | Kamerun (II)        | 5871 BRT  | Frerichs, Einswarden                          | 1914 in Kamerun selbst versenkt |
| 1914        | Baden (I)           | 7678 BRT  | k. A.                                         | 1914 bei Falklandinseln versenkt |
| 1914        | Württemberg (I)     | 7678 BRT  | Bremer Vulkan                                 | 1916 durch Portugal beschlagnahmt |
| 1915        | Nassau              | 7678 BRT  | k. A.                                         | 1920 an Holland-Amerika Lijn verkauft, Eemsdijk                                                                                                  |
| 1915        | Braunschweig (I)    | 7678 BRT  | Bremer Vulkan                                 | 1920 an Holland-Amerika Lijn verkauft, Kinderdijk                                                                                                |
| 1916        | Vogtland (I)        | 10973 BRT | k. A.                                         | 1920 an Shipping Controller, London, ausgeliefert                                                                                                |
| 1918        | Sauerland (I)       | 10973 BRT | k. A.                                         | 1920 an Shipping Controller, London, ausgeliefert                                                                                                |
| 1920        | Friesland (I)       | 10973 BRT | k. A.                                         | 1920 an Shipping Controller, London, ausgeliefert                                                                                                |
| 1920        | Kurland             | 10973 BRT | k. A.                                         | 1920 an Shipping Controller, London, ausgeliefert                                                                                                |
| 1920        | Wendland            | 11446 BRT | k. A.                                         | 1920 an Shipping Controller, London, ausgeliefert                                                                                                |
| 1920        | Münsterland (II)    | 11446 BRT | k. A.                                         | 1920 an Shipping Controller, London, ausgeliefert                                                                                                |
| 1920        | Altmark (II)        | 5075 BRT  | k. A.                                         | 1933 außer Dienst |
| 1921        | Sachsenwald (II)    | 4561 BRT  | Russel                                        | 1910 gebaut, 1921 angekauft, 1931 außer Dienst                                                                                                   |
| 1921        | Schwarzwald (II)    | 4561 BRT  | Deutsche Werft, Finkenwärder                  | 1935 verkauft an H. Vogemann: Rheingold |
| 1922        | Spreewald (II)      | 5083 BRT  | Deutsche Werft                                | Motorschiff, 1936 bis 1939 umbenannt in Anubis, 1942 in der Biskaya von deutschem U-Boot irrtümlich torpediert und gesunken                      |
| 1922        | Odenwald (II)       | 5098 BRT  | Deutsche Werft                                | Motorschiff, 1936 bis 1939 umbenannt in Assuan, als Blockadebrecher 1941 von den Vereinigten Staaten gekapert                                    |
| 1921        | Westerwald (II)     | 4541 BRT  | Deutsche Werft                                | 1936 an Hamburg Süd verkauft: Campinas |
| 1921        | Niederwald (II)     | 4626 BRT  | Deutsche Werft                                | 1936 an Hamburg Süd verkauft: Asuncion |
| 1921        | Steigerwald (II)    | 4627 BRT  | Deutsche Werft                                | 1936 an Hamburg Süd verkauft: Santa Fe |
| 1922        | Frankenwald (II)    | 5052 BRT  | Deutsche Werft                                | |
| 1923        | Wasgenwald (II)     | 4990 BRT  | Deutsche Werft                                | 1940 bei Sabang (Indonesien) durch Niederlande beschlagnahmt: Sembilangan, 1943 versenkt                                                         |
| 1923        | Idarwald            | 5098 BRT  | Deutsche Werft                                | 1940 bei Kuba selbst versenkt |
| 1923        | Kellerwald          | 5032 BRT  | Deutsche Werft                                | 1942 bei Helgoland nach Minentreffer gesunken |
| 1921        | Alesia              | 1386 BRT  | Deutsche Werft                                | 1925 umbenannt in Alemania, 1940 in Curacao beschlagnahmt: Sint Maarten                                                                          |
| 1921        | Andalusia           | 1386 BRT  | Deutsche Werft                                | 1925 an DOAL: Rufidji |
| 1921        | Arabia              | 1386 BRT  | Deutsche Werft                                | seit 4. März 1926 in Irischer See verschollen |
| 1922        | Arcadia             | 1386 BRT  | Deutsche Werft                                | 1934 an Kohlenimport & Poseidon AG Königsberg: Elbing                                                                                            |
| 1922        | Ambria              | 1386 BRT  | Deutsche Werft                                | 1934 an Kohlenimport & Poseidon AG Königsberg: Gumbinnen                                                                                         |
| 1921        | Bayern (II)         | 9014 BRT  | Bremer Vulkan AG, Vegesack                    | 1936 an Messageries Maritimes verkauft, Sontay                                                                                                   |
| 1921        | Württemberg (II)    | 9014 BRT  | Bremer Vulkan                                 | 1940 in Padang (Indonesien) durch Niederlande beschlagnahmt                                                                                      |
| 1922        | Baden (II)          | 9014 BRT  | Bremer Vulkan                                 | 1940 bei Teneriffa selbst versenkt |
| 1922        | Sachsen (II)        | 9014 BRT  | Bremer Vulkan                                 | 1936 an Hamburg Süd verkauft |
| 1922        | Preussen            | 9014 BRT  | Bremer Vulkan                                 | 1941 im Mittelmeer nach Luftangriff gesunken |
| 1922        | Hessen              | 9014 BRT  | Bremer Vulkan                                 | 1935 verkauft |
| 1921        | Havelland (I)       | 6334 BRT  | Blohm & Voss                                  | Motorschiff, 1943 bei Japan durch US-U-Boot torpediert und gesunken                                                                              |
| 1921        | Münsterland (II)    | 6408 BRT  | Blohm & Voss                                  | Motorschiff, 1944 im Ärmelkanal versenkt |
| 1922        | Rheinland (I)       | 6552 BRT  | Blohm & Voss                                  | Motorschiff, 1924 auf Yang Tse nach Kollision gesunken                                                                                           |
| 1922        | Ermland             | 6521 BRT  | Blohm & Voss                                  | Motorschiff, 1942: Weserland/1944 auf dem Atlantik selbst versenkt                                                                               |
| 1924        | Saarland            | 6863 BRT  | Blohm & Voss                                  | Turbinenschiff, 1940 an Japan verkauft |
| 1924        | Vogtland (II)       | 7106 BRT  | Blohm & Voss                                  | Motorschiff, 1940 in Batavia durch Niederlande beschlagnahmt: Berakit                                                                            |
| 1925        | Friesland (II)      | 6252 BRT  | Blohm & Voss                                  | Motorschiff, 1941 bei Peru selbst versenkt |
| 1926 (1926) | Scheer              | 8142 BRT  | k. A.                                         | 1926: Deutsch-Austral-Kosmos/1926 HAPAG/1940 in Batavia beschlagnahmt                                                                            |
| 1926 (1926) | Tirpitz             | 7980 BRT  | FlensburgerSG                                 | 1926: Deutsch-Austral-Kosmos/1926 HAPAG/23. Juli 1941 gesunken                                                                                   |
| 1926 (1921) | Havenstein          | 7974 BRT  | FlensburgerSG                                 | 1921: Deutsch-Austral-Kosmos/1926 HAPAG/1942 an Japan verkauft                                                                                   |
| 1926 (1921) | Hindenburg          | 7892 BRT  | Bremer Vulkan                                 | 1921: Deutsch-Austral-Kosmos/1926 HAPAG/1942 torpediert                                                                                          |
| 1926 (1921) | Ludendorff          | 7892 BRT  | Bremer Vulkan                                 | 1921: DAK/1926 HAPAG/1929: Mecklenburg/1939 bei Sable Island versenkt                                                                            |
| 1926 (1925) | Duisburg (I)        | 6530 BRT  | k. A.                                         | 1925: DAK/1926 HAPAG/1928: Heidelberg/1940 bei Haiti versenkt                                                                                    |
| 1926 (1926) | Rendsburg (I)       | 6530 BRT  | k. A.                                         | 1926: Deutsch-Austral-Kosmos/1926 HAPAG/1940 in Batavia beschlagnahmt                                                                            |
| 1926 (1926) | Rhein (II)          | 6049 BRT  | k. A.                                         | 1926: DAK/1926 HAPAG/1940 bei Mexiko selbst versenkt                                                                                             |
| 1926 (1922) | Cassel              | 6047 BRT  | k. A.                                         | 1922: DAK/1926 HAPAG/1940 in Indonesien beschlagnahmt                                                                                            |
| 1926 (1921) | Hannover (I)        | 5988 BRT  | k. A.                                         | 1921: DAK/1926 HAPAG/1951 außer Dienst |
| 1926 (1921) | Halle               | 5988 BRT  | k. A.                                         | 1921: DAK/1926 HAPAG/1939 bei Dakar selbst versenkt                                                                                              |
| 1926 (1921) | Hanau (I)           | 5988 BRT  | k. A.                                         | 1921: DAK/1926 HAPAG/1944 in Kiel gesunken |
| 1926 (1921) | Hagen (I)           | 5988 BRT  | k. A.                                         | 1921: DAK/1926 HAPAG/1939 in Durban beschlagnahmt                                                                                                |
| 1926 (1922) | Uruguay             | 5846 BRT  | k. A.                                         | 1922: DAK/1926 HAPAG/1940 bei Island selbst versenkt                                                                                             |
| 1926 (1926) | Dortmund (II)       | 5165 BRT  | Blohm & Voss                                  | 1926: DAK/1926 HAPAG/1943 durch Portugal beschlagnahmt                                                                                           |
| 1926 (1922) | Gera                | 5165 BRT  | Blohm & Voss                                  | 1922: DAK/1926 HAPAG/1941 bei Massaua versenkt                                                                                                   |
| 1926 (1923) | Essen (I)           | 5165 BRT  | Blohm & Voss                                  | 1923: DAK/1926 HAPAG/1940 in Indonesien beschlagnahmt                                                                                            |
| 1926 (1923) | Freiburg (I)        | 5165 BRT  | Blohm & Voss                                  | 1923: DAK/1926 HAPAG/1946 im Skagerrak mit Gasmunition versenkt                                                                                  |
| 1928        | Hohenstein          | 4576 BRT  | Howaldtswerke                                 | 1928 von Transatlantischer Reederei angekauft (Bj. 1927), 1936 an Hamburg Süd verkauft: Olinda                                                   |
| 1927        | Höchst              | 6856 BRT  | Flensburger SBG                               | 1929 auf der Insel Minicoy (zu Indien) gestrandet                                                                                                |
| 1928        | Leuna               | 6856 BRT  | Flensburger SBG                               | 1946 an Sowjetunion ausgeliefert |
| 1927        | Rheinland (II)      | 7106 BRT  | Deutsche Werft                                | 1940 in Padang (Indonesien) durch Niederlande beschlagnahmt: Berkhala                                                                            |
| 1928        | Duisburg (II)       | 7389 BRT  | Deutsche Werft                                | 1941 an der libyschen Küste selbst versenkt |
| 1928        | Burgenland          | 7389 BRT  | Flensburger SBG                               | 1944 im Süd-Atlantik selbst versenkt vor Kaperung durch US-Kreuzer Omaha                                                                         |
| 1928        | Leverkusen (I)      | 7389 BRT  | Deutsche Werft                                | 1941 im Mittelmeer durch ein brit. U-Boot torpediert und gesunken                                                                                |
| 1929        | Kulmerland (I)      | 7389 BRT  | Deutsche Werft                                | 1943 in Nantes nach Bombentreffer gesunken |
| 1929        | Sauerland (II)      | 7389 BRT  | Schichau                                      | 1944 bei La Pallice nach Bombentreffer gesunken                                                                                                  |
| 1928        | Palatia (III)       | 4138 BRT  | Koch, Lübeck                                  | 1941 in die UdSSR verkauft, 1941 in Stettin beschlagnahmt, wieder Hapag, 1942 vor Norwegen versenkt                                              |
| 1928        | Patricia            | 4138 BRT  | Koch                                          | 1940 durch Niederlande beschlagnahmt: Haarlem |
| 1928        | Phoenicia (II)      | 4138 BRT  | Howaldtswerke                                 | 1946 an Sowjetunion ausgeliefert |
| 1928        | Phrygia             | 4138 BRT  | Howaldtswerke                                 | 1940 im Golf von Mexiko selbst versenkt |
| 1928        | Taunus              | 4621 BRT  | Lithgows                                      | Bj. 1919 War Sable, 1928 von Deutscher Tankreederei angekauft, 1936 an Hamburg Süd abgegeben: Cordoba                                            |
| 1929        | Eifel               | 4621 BRT  | Russel                                        | Bj. 1918 Ardgorm, 1929 von Deutscher Tankreederei angekauft, 1936 an Hamburg Süd abgegeben: Tucuman                                              |
| 1928        | San Francisco       | 7369 BRT  | Deutsche Werft                                | 1935: Rhakotis, 1943 bei Kap Finisterre selbst versenkt                                                                                          |
| 1928        | Los Angeles         | 7369 BRT  | Deutsche Werft                                | 1935: Roda, 1940 durch norw. Zerstörer Aegir versenkt                                                                                            |
| 1928        | Seattle             | 7369 BRT  | Deutsche Werft                                | 1940 in Norwegen gesunken |
| 1928        | Portland            | 7369 BRT  | Bremer Vulcan                                 | 1943 in der Natal-Freetown Enge vom französischen Kreuzer Georges Leygues abgefangen, daraufhin selbst versenkt                                  |
| 1929        | Oakland             | 7369 BRT  | Deutsche Werft                                | 1944 in Brest nach Bombentreffer gesunken |
| 1930        | Tacoma              | 8268 BRT  | Deutsche Werft                                | 1942 durch Uruguay beschlagnahmt |
| 1930        | Vancouver           | 8268 BRT  | Deutsche Werft                                | 1940 durch Niederlande beschlagnahmt: Curacao |
| 1930        | Neumark (II)        | 7851 BRT  | Howaldtswerke, Kiel                           | 1940 in Batavia durch Niederlande beschlagnahmt                                                                                                  |
| 1930        | Nordmark (II)       | 7851 BRT  | Flensburger SG                                | 1940 in Indonesien durch Niederlande beschlagnahmt: Mandalika                                                                                    |
| 1930        | Kurmark (II)        | 7851 BRT  | Blohm & Voss, Hamburg                         | 1945 in der Swinemünde nach Bombentreffer gesunken                                                                                               |
| 1930        | Uckermark (II)      | 7851 BRT  | Blohm & Voss                                  | 1941 bei Somalia selbst versenkt |
| 1930        | Stassfurt           | 7659 BRT  | Bremer Vulkan                                 | 1940 in Batavia durch Niederlande beschlagnahmt: Langkoeas                                                                                       |
| 1930        | Bitterfeld          | 7659 BRT  | Germaniawerft                                 | 1940 in Sabang durch Niederlande beschlagnahmt: Mariso                                                                                           |
| 1933        | Sofia               | 2978 BRT  | k. A.                                         | 1935 an Deutsche Levante Linie, 1938 an Oldenburg-Portugiesische Dampfschiffs-Rhederei weiterverkauft: Telde                                     |
| 1936        | Wuppertal (I)       | 6736 BRT  | Deutsche Werft                                | 1940 in Padang durch Niederlande beschlagnahmt: Noesaniwi                                                                                        |
| 1936        | Hermonthis          | 4833 BRT  | Bremer Vulkan                                 | ex Hannover/ NDL, 1941 in Callao (Peru) selbst versenkt                                                                                          |
| 1938        | Monserrate          | 5578 BRT  | Bremer Vulkan                                 | 1941 in Callao (Peru) selbst versenkt |
| 1938        | Osorno              | 6951 BRT  | Blohm & Voss                                  | 1944 in der Gironde selbst versenkt |
| 1939        | Huascaran           | 6951 BRT  | Blohm & Voss                                  | 1940–1945 Werkstattschiff der Kriegsmarine; 1945 an MOWT, London, ausgeliefert                                                                   |
| 1939        | Steiermark (II)     | 8736 BRT  | Germaniawerft, Kiel                           | 1941 zum Hilfskreuzer HSK Kormoran umgebaut |
| 1939        | Orizaba             | 4354 BRT  | Deutsche Werft                                | 1940 bei Norwegen gestrandet |
| 1939        | Antilla             | 4354 BRT  | Deutsche Werft                                | 1940 in Aruba selbstversenkt |
| 1939        | Arauca              | 4354 BRT  | Bremer Vulkan                                 | 1941 von den Vereinigten Staaten beschlagnahmt                                                                                                   |
| 1948        | Lauting             | 900 BRT   | Howaldtswerke Kiel                            | ex Kriegsmarine Minentransporter; 1955 an EVAG verkauft                                                                                          |
| 1950 (1929) | Sachsenwald (II)    | 4289 BRT  | k. A.                                         | 1929: ex Somerville/1950 an HAPAG/1953 verkauft                                                                                                  |
| 1950        | Hamburg (III)       | 2826 BRT  | Howaldtswerke Hamburg                         | 1953: Coburg/1970 an Hapag-Lloyd übertragen |
| 2.1951      | Brandenburg         | 2695 BRT  | Orenstein & Koppel, Lübeck                    | 1970 an Hapag-Lloyd übertragen, 12. Januar 1971 gesunken                                                                                         |
| 1951        | Duisburg (III)      | 2696 BRT  | Orenstein-Koppel                              | 1970 an Hapag-Lloyd, 1971 verkauft, 1986 verschrottet                                                                                            |
| 1952        | Magdeburg           | 2696 BRT  | Orenstein-Koppel                              | 1970 an Hapag-Lloyd, 1971 verkauft, 1978 verschrottet                                                                                            |
| 1952        | Augsburg            | 2741 BRT  | Orenstein-Koppel                              | 1970 an Hapag-Lloyd, 1971 verkauft, 1979 verschrottet                                                                                            |
| 1953        | Naumburg            | 2826 BRT  | Orenstein-Koppel                              | 1969 verkauft, 1987 verschrottet |
| 1953        | Weissenburg         | 2818 BRT  | Orenstein-Koppel                              | 1970 an Hapag-Lloyd, 1971 verkauft, 1986 verschrottet                                                                                            |
| 1951        | Odenwald (II)       | 5057 BRT  | Howaldtswerke Hamburg                         | 1969 verkauft |
| 1951        | Spreewald (III)     | 5057 BRT  | Howaldtswerke Hamburg                         | 1969 verkauft |
| 1.1953      | Kassel              | 5627 BRT  | Bremer Vulkan                                 | 1970 verkauft |
| 1953        | Köln                | 5619 BRT  | Bremer Vulkan                                 | 1970 verkauft |
| 1953        | Stuttgart           | 5635 BRT  | Bremer Vulkan                                 | 1970 an Hapag-Lloyd, |
| 3.1953      | Heidelberg (II)     | 9185 BRT  | Deutsche Werft, Hamburg                       | 1944 als Mannheim vom Stapel, 1968 verkauft, 1973 Abbruch                                                                                        |
| 6.1953      | Braunschweig (II)   | 6794 BRT  | Deutsche Werft, Hamburg                       | 1970 an Hapag-Lloyd, 1971 verkauft, 1975 Abbruch                                                                                                 |
| 1953        | Essen (II)          | 6794 BRT  | Deutsche Werft                                | 1970 an Hapag-Lloyd, 1971 verkauft, 1979 Abbruch                                                                                                 |
| 1954        | Hoechst (I)         | 6794 BRT  | Deutsche Werft                                | 1970 an Hapag-Lloyd, umbenannt in Göttingen, 1972 verkauft, 1979 Abbruch                                                                         |
| 1953        | Düsseldorf (II)     | 6973 BRT  | Howaldtswerke Hamburg                         | 1970 an Hapag-Lloyd, 1971 verkauft, 1975 Abbruch                                                                                                 |
| 1953        | Darmstadt           | 6999 BRT  | Howaldtswerke Hamburg                         | 1970 an Hapag-Lloyd, 1972 verkauft, 1977 Abbruch                                                                                                 |
| 1954        | Dortmund (III)      | 6998 BRT  | Howaldtswerke Hamburg                         | 1970 an Hapag-Lloyd, 1971 verkauft, 1979 Abbruch                                                                                                 |
| 1953        | Leverkusen (II)     | 6769 BRT  | Flender-Werke, Lübeck                         | 1970 an Hapag-Lloyd, umbenannt in Tübingen, 1970 verkauft, 1972 Abbruch                                                                          |
| 1953        | Ludwigshafen (II)   | 6752 BRT  | Flender-Werke                                 | 2. Februar 1969 Kollision mit einem Tanker, ab Mai 1969 in Hongkong verschrottet                                                                 |
| 1954        | Leipzig             | 6745 BRT  | Flender-Werke                                 | 1970 an Hapag-Lloyd, 1970 verkauft, 1975 Abbruch                                                                                                 |
| 1955        | Solingen            | 3280 BRT  | Flender-Werft                                 | 1970 an Hapag-Lloyd übertragen, 1972 verkauft, 1992 Abbruch                                                                                      |
| 1955        | Remscheid           | 3281 BRT  | Flender-Werft                                 | 1970 an Hapag-Lloyd, 1971 verkauft, 1983 Abbruch                                                                                                 |
| 1956        | Wuppertal (II)      | 3280 BRT  | Flender-Werft                                 | 1970 an Hapag-Lloyd, 1971 verkauft, 1992 Abbruch                                                                                                 |
| 1956        | Krefeld             | 3279 BRT  | Flender-Werft                                 | 1970 an Hapag-Lloyd, 1971 verkauft, 1980 Abbruch                                                                                                 |
| 1957        | Freiburg (II)       | 4928 BRT  | Flender-Werft                                 | 1970 an Hapag-Lloyd, 1972 verkauft, 1983 Abbruch                                                                                                 |
| 10.1955     | Tübingen            | 6341 BRT  | Howaldtswerke Hamburg                         | 1970 an Hapag-Lloyd, 1970 verkauft, 1983 Abbruch                                                                                                 |
| 1955        | Göttingen           | 6341 BRT  | Howaldtswerke Hamburg                         | 1969 verkauft, 1983 Abbruch |
| 1955        | Erlangen (I)        | 6341 BRT  | Howaldtswerke Hamburg                         | 1969 verkauft, 1984 Abbruch |
| 1957        | Weimar              | 6341 BRT  | Howaldtswerke Hamburg                         | 1970 an Hapag-Lloyd übertragen, 1972 verkauft, 20. Oktober 1979 vor Kap Erimo, Hokkaidō gesunken                                                 |
| 1958        | Wiesbaden           | 6341 BRT  | Howaldtswerke Hamburg                         | 1970 an Hapag-Lloyd übertragen, 1972 verkauft, 1985 Abbruch                                                                                      |
| 1957        | Wien                | 6341 BRT  | Howaldtswerke Hamburg                         | 1970 an Hapag-Lloyd, 1972 verkauft, 1984 Abbruch                                                                                                 |
| 1959        | Worms               | 6341 BRT  | k. A.                                         | 1970 an Hapag-Lloyd, 1972 verkauft, 1992 Abbruch                                                                                                 |
| 12.1957     | Dresden             | 12489 BRT | AG Weser Bremen                               | 1970 an Hapag-Lloyd übertragen, 1970 verkauft, 1986 Abbruch                                                                                      |
| 1958        | München             | 12489 BRT | AG Weser                                      | 1970 an Hapag-Lloyd übertragen, 1970 verkauft, 1986 Abbruch                                                                                      |
| 9.1958      | Marburg             | 5154 BRT  | Orenstein & Koppel                            | 1970 an Hapag-Lloyd übertragen, 1974 verkauft, 1984 Abbruch                                                                                      |
| 1958        | Iserlohn            | 5154 BRT  | Orenstein & Koppel                            | 1970 an Hapag-Lloyd, 1974 verkauft, 1983 Abbruch                                                                                                 |
| 1957        | Saarland (II)       | 8797 BRT  | Deutschen Werft                               | 1970 an Hapag-Lloyd übertragen, 1977 verkauft, 1983 Abbruch                                                                                      |
| 1958        | Havelland (II)      | 8797 BRT  | Deutschen Werft                               | 1970 an Hapag-Lloyd, 1977 verkauft, 1983 Abbruch                                                                                                 |
| 1959        | Vogtland (III)      | 8797 BRT  | Deutschen Werft                               | 1970 an Hapag-Lloyd, 1977 verkauft, 1985 Abbruch,                                                                                                |
| 1959        | Rheinland (IV)      | 8797 BRT  | Deutschen Werft                               | 1970 an Hapag-Lloyd, 1977 verkauft, 1983 Abbruch                                                                                                 |
| 1960        | Münsterland (II)    | 9365 BRT  | Deutschen Werft                               | 1970 an Hapag-Lloyd übertragen, 1984 Fujian Ship Breaking Yard                                                                                   |
| 1961        | Kulmerland (II)     | 9365 BRT  | Deutschen Werft                               | 1970 an Hapag-Lloyd, 1971 verkauft, 1987 Abbruch in Lissabon                                                                                     |
| 1962        | Nürnberg            | 9463 BRT  | HDW                                           | 1970 an Hapag-Lloyd übertragen |
| 1962        | Wolfsburg           | 9463 BRT  | HDW                                           | 1970 an Hapag-Lloyd übertragen |
| 1964        | Rendsburg (II)      | 5607 BRT  | k. A.                                         | 1970 an Hapag-Lloyd übertragen |
| 1964        | Westfalia           | 10958 BRT | Blohm & Voss                                  | 1970 an Hapag-Lloyd übertragen |
| 1965        | Alemania            | 10958 BRT | Blohm & Voss                                  | 1970 an Hapag-Lloyd übertragen |
| 1966        | Bavaria (IV)        | 10958 BRT | Blohm & Voss                                  | 1970 an Hapag-Lloyd übertragen |
| 1966        | Holsatia (IV)       | 10958 BRT | Blohm & Voss                                  | 1970 an Hapag-Lloyd übertragen |
| 1967        | Thuringia (IV)      | 10958 BRT | Blohm & Voss                                  | 1970 an Hapag-Lloyd übertragen |
| 1967        | Hamburg (V)         | 7680 BRT  | Howaldtswerke, Hamburg                        | 1970 an Hapag-Lloyd übertragen |
| 1967        | Hannover (III)      | 7680 BRT  | Howaldtswerke, Hamburg                        | 1970 an Hapag-Lloyd übertragen |
| 1967        | Heilbronn           | 7680 BRT  | Deutsche Werft                                | 1970 an Hapag-Lloyd übertragen |
| 1967        | Hanau (II)          | 7680 BRT  | Nordseewerke, Emden                           | 1970 an Hapag-Lloyd übertragen |
| 1967        | Hagen (II)          | 7680 BRT  | Nordseewerke                                  | 1970 an Hapag-Lloyd übertragen |
| 1967        | Heidelberg (III)    | 7680 BRT  | Deutsche Werft, Hamburg                       | 1970 an Hapag-Lloyd übertragen |
| 1967        | Hattingen           | 7680 BRT  | Nordseewerke                                  | 1970 an Hapag-Lloyd übertragen |
| 1967        | Speyer              | 7680 BRT  | Blohm & Voss                                  | 1970 an Hapag-Lloyd übertragen |
| 1967        | Frankfurt (II)      | 7680 BRT  | Howaldtswerke Hamburg                         | 1970 an Hapag-Lloyd übertragen |
| 1970        | Ludwigshafen        | 13073 BRT | HDW                                           | 1970 an Hapag-Lloyd übertragen |
| 1970        | Erlangen (II)       | 13073 BRT | HDW                                           | 1970 an Hapag-Lloyd übertragen |
| 1970        | Leverkusen (III)    | 13073 BRT | HDW                                           | 1970 an Hapag-Lloyd übertragen |
| 1970        | Hoechst (II)        | 13073 BRT | HDW                                           | 1970 an Hapag-Lloyd übertragen |

### Containerschiffe
| Jahr    | Name            | Tonnage   | Container | Werft      | Status/Schicksal                                     |
| ------- | --------------- | --------- | --------- | ---------- | ---------------------------------------------------- |
| 1968    | Elbe Express    | 14071 BRT | k. A.     | Blohm&Voss | 1970 an Hapag-Lloyd übertragen                       |
| 1969    | Alster Express  | 14071 BRT | k. A.     | k. A.      | 1970 an Hapag-Lloyd übertragen                       |
| 1970    | Sydney Express  | 33100 BRT | k. A.     | k. A.      | 1970 an Hapag-Lloyd übertragen                       |
| 1971/72 | Hamburg Express | 58088 BRZ | 3000 TEU  | Blohm&Voss | 1970 für HAPAG in Bau/1970 an Hapag-Lloyd übertragen |
| 1973    | Tokio Express   | 57905 BRT | 3000 TEU  | Blohm&Voss | 1970 für HAPAG in Bau/1970 an Hapag-Lloyd übertragen |